# ناروانا
ناروانا (به انگلیسی: Narwana) یک منطقهٔ مسکونی در هند است که در بخش جیند واقع شده‌است. ناروانا ۶۲٬۰۹۰ نفر جمعیت دارد و ۲۲۵٫۱۶ متر بالاتر از سطح دریا واقع شده‌است.